# 웅촌여객
웅촌여객(熊村旅客)은 울산광역시에 위치한 지선버스 운송 업체이다.

## 운행 노선

### 지선버스
- 울주1번(쌍용하나빌리지 ↔ 쌍용하나빌리지)